# برواليا ديلونيانية
برواليا ديلونيانية (الاسم العلمي:Browallia dilloniana)  هو نوع من النباتات يتبع جنس برواليا من الفصيلة الباذنجانية.